# 秦野なつき
秦野　なつき（はたの なつき、1984年10月30日 - ）は、茨城県出身のグラビアアイドル、タレント。旧所属事務所はシャイニングウィル。その後「Falries（フェアリーズ）」に移籍し、現在Falriesから「2win（ツーウィン）」に会社名が変更。2007年に工藤美紀から改名。2008年3月頃、ブログで2winを辞めたことを報告。
一時芸能活動を停止したものの、甘祢夏希に改名し活動を開始した。しかし、再び活動停止中。

## 出演

### バラエティ
- 堂本剛の正直しんどい
- 誘惑のマーメイド（2007年、MONDO21）
- 悩殺x女神＃57（2007年12月、MONDO21）

### その他
- 2006 K-1WORLD GP MAXラウンドガール
- まるごとコスチューム
- 大人のグラビアMAX
- キャンギャルコスプレ
- 日刊ゲンダイ＠失礼します
- ASIAN美少女FILE

## リリース作品

### DVD
- 「slave」(ベガファクトリー)（2007年）(工藤美紀名義)
- 「激写X 決心」（2007年12月21日発売）